# Angelo Palombo
Angelo Palombo (Ferentino, 25 de setembro de 1981) é um ex-futebolista italiano que atuava como volante. 

## Carreira

### Clubes
Palombo começou na Fiorentina estreando na temporada 2001-2002. E na temporada seguinte assinou com a Sampdoria.
Mesmo a Sampdoria tendo sido rebaixada na temporada 2010/11, e recebido propostas de outros clubes, Palombo renovou seu contrato com a Samp e declarou que pretende encerrar sua carreira defendendo o clube de Gênova.
No entanto, permaneceu no clube apenas até 31 de janeiro de 2012, quando acertou sua transferência por empréstimo de seis meses para a Internazionale.

## Seleção
Palombo representou a Seleção Italiana de Futebol nas Olimpíadas de 2004, que conquistou a medalha de bronze.
Foi convocado pelo treinador Marcello Lippi para a disputa da Copa do Mundo 2010.